# Mike Milbury
Michael James "Mike" Milbury, född 17 juni 1952 i Boston i Massachusetts, är en amerikansk före detta ishockeytränare och professionell ishockeyspelare. Han har också haft en längre karriär som tränare och general manager inom professionell ishockey.
Han är kusin till Dave Silk.

## Spelare
Milbury som ishockeyspelare tillbringade tolv säsonger i den nordamerikanska ishockeyligan National Hockey League (NHL), där han spelade för Boston Bruins. Han producerade 238 poäng (49 mål och 189 assists) samt drog på sig 1 552 utvisningsminuter på 754 grundspelsmatcher.
Han spelade också för Boston Braves i American Hockey League (AHL) och Colgate Raiders i National Collegiate Athletic Association (NCAA).
Milbury är dock mest känd för att 1979 hoppade över plexiglaset i Madison Square Garden och började bråka med supportrar för New York Rangers efter en incident mellan en Rangers-supporter och Bruins vid deras avbytarbänk efter spelad match. I tumultet tog han upp en sko, som tillhörde en Rangers-supporter, och slog en supporter med den.

### Statistik
| Källa: Utv = Utvisningsminuter | Källa: Utv = Utvisningsminuter | Källa: Utv = Utvisningsminuter |                           | Grundserie                | Grundserie                | Grundserie                | Grundserie                | Grundserie                |                           | Slutspel                  | Slutspel                  | Slutspel                  | Slutspel                  | Slutspel |
| Säsong                         | Lag                            | Liga                           | Matcher                   | Mål                       | Assist                    | Poäng                     | Utv                       | Matcher                   | Mål                       | Assist                    | Poäng                     | Utv                       |                           |          |
| ------------------------------ | ------------------------------ | ------------------------------ | ------------------------- | ------------------------- | ------------------------- | ------------------------- | ------------------------- | ------------------------- | ------------------------- | ------------------------- | ------------------------- | ------------------------- | ------------------------- | -------- |
| 1970–1971                      | Colgate Raiders                | NCAA                           | Statistik ej tillgänglig. | Statistik ej tillgänglig. | Statistik ej tillgänglig. | Statistik ej tillgänglig. | Statistik ej tillgänglig. | Statistik ej tillgänglig. | Statistik ej tillgänglig. | Statistik ej tillgänglig. | Statistik ej tillgänglig. | Statistik ej tillgänglig. | Statistik ej tillgänglig. |          |
| 1971–1972                      | Colgate Raiders                | NCAA                           | 25                        | 0                         | 10                        | 10                        | 50                        | —                         | —                         | —                         | —                         | —                         |                           |          |
| 1972–1973                      | Colgate Raiders                | NCAA                           | 23                        | 2                         | 19                        | 21                        | 68                        | —                         | —                         | —                         | —                         | —                         |                           |          |
| 1973–1974                      | Colgate Raiders                | NCAA                           | 28                        | 4                         | 26                        | 30                        | 85                        | —                         | —                         | —                         | —                         | —                         |                           |          |
|                                | Boston Braves                  | AHL                            | 5                         | 0                         | 0                         | 0                         | 7                         | —                         | —                         | —                         | —                         | —                         |                           |          |
| 1974–1975                      | Rochester Americans            | AHL                            | 71                        | 2                         | 15                        | 17                        | 246                       | 8                         | 0                         | 3                         | 3                         | 24                        |                           |          |
| 1975–1976                      | Boston Bruins                  | NHL                            | 3                         | 0                         | 0                         | 0                         | 9                         | 11                        | 0                         | 0                         | 0                         | 29                        |                           |          |
|                                | Rochester Americans            | AHL                            | 73                        | 3                         | 15                        | 18                        | 199                       | 3                         | 0                         | 1                         | 1                         | 13                        |                           |          |
| 1976–1977                      | Boston Bruins                  | NHL                            | 77                        | 6                         | 18                        | 24                        | 166                       | 13                        | 2                         | 2                         | 4                         | 47                        |                           |          |
| 1977–1978                      | Boston Bruins                  | NHL                            | 80                        | 8                         | 30                        | 38                        | 151                       | 15                        | 5                         | 10                        | 15                        | 40                        |                           |          |
| 1978–1979                      | Boston Bruins                  | NHL                            | 74                        | 1                         | 34                        | 35                        | 149                       | 11                        | 1                         | 7                         | 8                         | 7                         |                           |          |
| 1979–1980                      | Boston Bruins                  | NHL                            | 72                        | 10                        | 13                        | 23                        | 59                        | 10                        | 0                         | 2                         | 2                         | 50                        |                           |          |
| 1980–1981                      | Boston Bruins                  | NHL                            | 77                        | 0                         | 18                        | 18                        | 222                       | 2                         | 0                         | 1                         | 1                         | 10                        |                           |          |
| 1981–1982                      | Boston Bruins                  | NHL                            | 51                        | 2                         | 10                        | 12                        | 71                        | 11                        | 0                         | 4                         | 4                         | 6                         |                           |          |
| 1982–1983                      | Boston Bruins                  | NHL                            | 78                        | 9                         | 15                        | 24                        | 216                       | —                         | —                         | —                         | —                         | —                         |                           |          |
| 1983–1984                      | Boston Bruins                  | NHL                            | 74                        | 2                         | 17                        | 19                        | 159                       | 3                         | 0                         | 0                         | 0                         | 12                        |                           |          |
| 1984–1985                      | Boston Bruins                  | NHL                            | 78                        | 3                         | 13                        | 16                        | 152                       | 5                         | 0                         | 0                         | 0                         | 10                        |                           |          |
| 1985–1986                      | Boston Bruins                  | NHL                            | 22                        | 2                         | 5                         | 7                         | 102                       | 1                         | 0                         | 0                         | 0                         | 17                        |                           |          |
| 1986–1987                      | Boston Bruins                  | NHL                            | 68                        | 6                         | 16                        | 22                        | 96                        | 4                         | 0                         | 0                         | 0                         | 4                         |                           |          |
| NHL totalt                     | NHL totalt                     | NHL totalt                     | 754                       | 49                        | 189                       | 238                       | 1552                      | 86                        | 4                         | 24                        | 28                        | 219                       |                           |          |
| AHL totalt                     | AHL totalt                     | AHL totalt                     | 149                       | 5                         | 30                        | 35                        | 452                       | 11                        | 0                         | 4                         | 4                         | 37                        |                           |          |
| NCAA totalt                    | NCAA totalt                    | NCAA totalt                    | 76                        | 6                         | 55                        | 61                        | 203                       | —                         | —                         | —                         | —                         | —                         |                           |          |

## Ledare
Han blev huvudtränare i Bruins inför säsongen 1989–90 och var genast framgångsrik. Laget vann NHL:s grundserie (Presidents Trophy) och tog sig till final i Stanley Cup-slutspelet.
Milburys smått aggressiva ledarstil, och hans ofta vassa uttalanden, gör honom till en av de mest synliga och kontroversiella ledarna i NHL på senare år. 
1995 blev Milbury huvudtränare i New York Islanders. Efter att Don Maloney sparkats fick han också ta över posten som general manager samma år. 1997 avgick han från tränarposten och var då enbart general manager för Islanders. Under dessa turbulenta år kom och gick ett antal tränare i bottenlaget Islanders. Milbury var själv huvudtränare en tid under 1998. Det är dock som general manager i New York Islanders som han blivit mest omskriven. Hans benägenhet att genomföra stora bytesaffärer har inte alltid gynnat laget; Milbury har bland annat bytt bort spelare som Todd Bertuzzi, Roberto Luongo, Olli Jokinen, Wade Redden, Bryan McCabe och Zdeno Chara och därav fick han sitt smeknamn "Mad Mike". Under några år var han tvungen att driva laget med en begränsad budget, vilket föranledde högavlönade spelare som Zigmund Palffy, Bryan Berard och Trevor Linden att lämna laget. 
2006 lämnade Milbury jobbet som general manager i Islanders och började jobba 2008 som expert hos Hockey Night in Canada på CBC.

### Tränarstatistik
Källa: 
| Lag                | Säsong    | Grundserie | Grundserie | Grundserie | Grundserie | Grundserie | Grundserie     | Slutspel                   |  |
| Lag                | Säsong    | Matcher    | Vinster    | Oavgjorda  | Förluster  | Poäng      | Placering      | Resultat                   |  |
| ------------------ | --------- | ---------- | ---------- | ---------- | ---------- | ---------- | -------------- | -------------------------- |  |
| Boston Bruins      | 1989–1990 | 80         | 46         | 9          | 25         | 101        | 1:a i Adams    | Förlorade i finalen.       |  |
| Boston Bruins      | 1990–1991 | 80         | 44         | 12         | 24         | 100        | 1:a i Adams    | Förlorade i tredje rundan. |  |
| New York Islanders | 1995–1996 | 82         | 22         | 10         | 50         | 54         | 7:a i Atlantic | Missade slutspel.          |  |
| New York Islanders | 1996–1997 | 82         | 13         | 9          | 23         | 35         | 7:a i Atlantic | Förlorade i första rundan. |  |
| New York Islanders | 1997–1998 | 19         | 8          | 2          | 9          | 18         | 4:a i Atlantic | Missade slutspel.          |  |
| New York Islanders | 1998–1999 | 45         | 13         | 3          | 29         | 29         | 5:a i Atlantic | Förlorade i första rundan. |  |
| Totalt             | Totalt    | 351        | 146        | 45         | 160        | 337        |                |                            |  |